# AJ 존슨 (농구 선수)
AJ 존슨(AJ Johnson, 본명: 아킴 자말 "A.J." 존슨, 2004년 12월 1일 ~ )은 전미 농구 협회(NBA) 밀워키 벅스의 농구 선수이다. 이전에 호주 국립농구리그(NBL)의 일라와라 호크스에서 뛰었다. 존슨은 2023년 클래스 최고의 콤보 가드 중 한 명으로 선정되었다.

## 어린 시절과 경력
존슨은 캘리포니아주 프레즈노에서 태어났다. 휴스턴 로키츠의 가드 제일런 그린(Jalen Green) 주변에서 자랐고 그린을 형과 같다고 여겼다.
2020년, 코로나19 범유행 기간 동안 존슨은 5피트 10인치에서 6피트 5인치로 급성장했다.

## 고등학교 경력
존슨은 캘리포니아주 프레즈노에 있는 학교에서 고등학교 경력을 시작한 후 태프트 고등학교(Taft High School)에서 2년을 보냈으며 그곳에서 최고의 콤보 가드 중 한 명인 2023년 수업의 급격한 성장에 부분적으로 가장 큰 상승세자 중 하나로 부상했다. 존슨은 4학년 때 캘리포니아주 시미밸리(Simi Valley)에 있는 카니예 웨스트(Kanye West)의 학교인 돈다 아카데미(Donda Academy)에 다니기로 결정했다. 돈다 아카데미가 문을 닫은 후 존슨은 사우스캐롤라이나 아카데미(Southern California Academy)에서 4학년을 마쳤다.
존슨은 빌 더피(Bill Duffy) 및 WME 배스킷볼과 계약했다.